# El Bilal Touré
El Bilal Touré (Adjamé, 3 de outubro de 2001) é um jogador de futebol profissional malinês nascido na Costa do Marfim que atua como atacante no Stuttgart, emprestado pela Atalanta, e na Seleção Malinesa.

## Carreira

### Reims
Em 3 de janeiro de 2020, Touré assinou seu primeiro contrato profissional com o Reims. Ele fez sua estreia pelo clube francês em uma vitória por 4–1 na Ligue 1 sobre o Angers em 1 de fevereiro de 2020, marcando o primeiro gol do Reims no jogo.

### Almería
Em 1 de setembro de 2022, Touré se transferiu para o Almería, da La Liga, em um contrato de seis anos. Em 26 de fevereiro de 2023, ele marcou o único gol na vitória por 1–0 sobre o Barcelona, sendo a primeira vitória de seu clube contra o time catalão.

### Atalanta
Touré assinou com a Atalanta em 29 de julho de 2023. Sua taxa de transferência foi relatada sendo de 30 milhões de euros, se tornando a mais cara da história do clube. Marcou três gols em 17 partidas, contribuindo para o título da Liga Europa.

### Empréstimo ao Stuttgart
Em 23 de agosto de 2024, Touré se transferiu por empréstimo ao Stuttgart, da Alemanha, para a temporada 2024–25, com uma opção de compra incluída no acordo. Mais tarde naquele ano, em 22 de outubro, ele marcou seu primeiro gol na Liga dos Campeões nos acréscimos, garantindo uma vitória por 1–0 sobre a Juventus. Um mês depois, ele sofreu uma fratura no metatarso durante a Data FIFA que o manteria afastado por vários meses.

### Carreira internacional
Touré venceu a Copa das Nações Africanas Sub-20 de 2019 com o Mali. Ele estreou com a seleção principal do Mali em uma vitória por 3–0 no amistoso contra Gana em 9 de outubro de 2020, marcando justamente em sua estreia.

## Títulos
Atalanta
- Liga Europa: 2023–24[8]

VfB Stuttgart
- Copa da Alemanha: 2024–25[14]

Mali
- Copa das Nações Africanas Sub-20: 2019[12]